# Chiesa della Madonna del Carmine (Misterbianco)
La Chiesa della Madonna del Carmine è un edificio di tipo religioso, situato nella periferia di Misterbianco.
La costruzione dell'edificio ebbe inizio intorno alla fine del XVIII secolo, grazie all'impegno finanziario dei sacerdoti Nicolò Antonino Santagati e, successivamente, Francesco Scuderi (quest'ultimo si occupò del completamento).

## Strutture e impianti
La chiesa si affaccia su piazza del Carmine; la facciata si sviluppa su un podio gradonato, ed è definita da un ordine di paraste che definiscono l'unico partito, sopra al quale si sviluppa la cella campanaria a tre fornici, con il fastigio terminale.
Nel primo ordine è collocato l'ampio portale in pietra lavorata.
La chiesa è strutturata in muratura portante in pietra lavica e malta, con un manto di copertura di tegole di cotto, su una struttura portante lignea.
Annesso alla chiesa c'è il cimitero comunale di Misterbianco.

### Planimetria
L'edificio si sviluppa secondo una planimetria ad un'unica aula rettangolare, con il presbiterio absidato e leggermente rialzato dal piano dell'aula, ed l'endonartece su due livelli, con la cantoria al piano superiore.

### Interni
Gli interni sono definiti da un apparato decorativo in stile tuscanico, che suddivide lo spazio dell'aula in quattro campate.
La copertura dell'aula è con una volte a botte lunettata.